# Jan Fischer (Pornodarsteller)
Jan Fischer (* 30. September 1981 in Ost-Berlin) ist ein deutscher Pornodarsteller, Model, Moderator und DJ.

## Leben

### Familie, Ausbildung und Privates
Jan Fischer wurde im Ostteil Berlins geboren. Er wuchs als Einzelkind in Berlin-Hohenschönhausen und dem Prenzlauer Berg auf; seine Mutter und er waren nach der Wende nach Berlin-Hohenschönhausen gezogen. Er besuchte die Gesamtschule in Berlin und absolvierte eine Ausbildung zum Hotelfachmann. Nebenher arbeitete er in der Gastronomie und im Call-Center einer Bank.
Fischer lebt in Berlin. 2010 war er mit dem Designer Michael Michalsky liiert.

### Karriere als Pornodarsteller
2004 kam Fischer über einen gemeinsamen Bekannten in Kontakt mit dem Filmproduzenten Chi Chi LaRue. Er traf LaRue im Hotel Intercontinental in Berlin und erhielt ohne jede Vorerfahrungen in der Erotikindustrie ein Angebot als Pornodarsteller. Im Frühjahr 2004 unterschrieb er einen Vertrag als Exklusiv-Darsteller mit dem Filmstudio Channel 1 Releasing, für das er in insgesamt 18 Filmen auftrat. Fischer war der einzige Deutsche, der bei Chi Chi LaRue exklusiv unter Vertrag war. Er wurde als Darsteller für Rascal Videos eingesetzt, einer Marke des Studios.
Der Schwerpunkt von Fischers Karriere als aktiver Pornodarsteller war in den Jahren 2004 bis 2006. Die Internet Adult Film Database gibt 2004–2007 als Zeitraum seiner aktiven Karriere an. 2004 gab Fischer sein Filmdebüt in dem Porno-Film Köllide (Veröffentlichung: 2005), einer deutsch-amerikanischen Produktion, in dem US-amerikanische Pornostars wie Johnny Hazzard und Eddie Stone auf deutsche Newcomer treffen. Der Film wurde in einem leerstehenden Berliner Umspannwerk aus der Gründerzeit im Ortsteil Rummelsburg gedreht. 2004 spielte Fischer auch in dem Porno-Film A Night at Bruno’s; der Film wurde ebenfalls in Berlin in den Bruno Gmünder-Studios gedreht. Außerdem war er unter der Regie von Doug Jeffries in dem Porno Lookin’ for Trouble (2004) zu sehen. In Wicked (2005, mit Brandon Lee als Hauptdarsteller), einem Porno-Film mit zahlreichen Komödienelementen und Gastauftritten von Chi Chi LaRue, hatte Fischer eine Szene mit Brent Everett. In Master of the House (2005), einem Porno-Film mit ausgearbeiteter Spielfilmhandlung, stand Fischer im Mittelpunkt der Handlung. Er verkörperte einen jungen Mann aus Berlin, der von einem Freund zu einem Urlaub auf Mallorca eingeladen wird. Er verweigert sich zunächst den dort in einem Landhaus stattfindenden emotionslosen Sex-Spielen und findet schließlich in dem Hausboy Filippo seine große Liebe.
In dem Porno-Film No Cover (2005), gedreht im legendären Lederclub The Faultine in Los Angeles, war Fischer in zwei der insgesamt vier Porno-Szenen zu sehen. Er spielte in einer Threeway-Szene mit Jeremy Hall (als „Kunde“) und Luca DiCorso und in einer Duo-Szene mit Lex Sabre. In den beiden Analsex-Szenen übernahm Fischer dabei die „passive“ Rolle (Bottom). 2007 gewann er den Grabby Award in der Kategorie Best Three-Way Sex Scene für seinen Auftritt in der Produktion No Cover. Für diese Szene war er 2007 auch bei den GayVN Awards nominiert. 
In dem von dem Porno-Label All Worlds Video produzierten Hardcore-Film Delinquents (2006), einem Pornofilm mit Spielfilmelementen, verkörperte Fischer, erneut unter der Regie von Doug Jeffries, den im Mittelpunkt der Handlung stehenden Kleinkriminellen und Dieb Jan, der mit einem Bargast, Polizisten und Polizei-Sergeants diverse Sex-Abenteuer erlebt.
Seit Anfang 2007 arbeitete Fischer als Freelancer in der Pornoindustrie und trat in Filmen für die Studios Colt Studio Group (2007; in dem Pornofilm Brotherhood in einer romantischen, zärtlichen Duo-Szene) und dem britischen Label MenAtPlay auf. Fischer stand 2007 für MenAtPlay in zwei Solo-Szenen und einem Duo vor der Kamera. Fischers Szenen beinhalteten sexuelle Fetische. In der ersten seiner beiden Solo-Szenen mit dem Titel one to one wurde Fischer im eleganten Anzug, schwarzen langen Socken und Sockenhaltern präsentiert; auch wurde ein Dildo als Sexspielzeug in die Masturbationsszene integriert. In seiner zweiten Solo-Szene für MenAtPlay mit dem Titel Star Profile trug Fischer ebenfalls einen Anzug; seiner Masturbationsszene wurde ein ausführliches Interview in englischer Sprache vorangestellt, um Fischers Persönlichkeit für den Zuschauer darzustellen. Seine Duo-Szene On The Bench (mit Dean Monroe als Partner) bediente ein Klischee schwuler Pornografie, die Begegnung zweier Männer in einem Umkleideraum (sog. Lockerrom-Szene).
Fischer arbeitete während seiner Porno-Karriere zeitweise auch als Escort in Berlin und Las Vegas.

### Produzent, Moderator und DJ
Seit 2006 produzierte er eigene Porno-Filme, die auf einem Reality-TV-Konzept beruhten, für seine Website JFX3.com. Seit 2006 arbeitet er als Moderator der Strip-Show Klasse Kerle auf Beate Uhse TV.
Fischer arbeitet seit 2006 auch regelmäßig als DJ. Im Februar 2007 legte er erstmals im Bangaluu Club in Berlin auf. Er wurde dort „Resident DJ“. Fischer legt schwerpunktmäßig House auf, mischt dies jedoch mit Elementen von Swedish House, French House, Vocal House, Electro House und Progressive House. Seit 2008 ist auch offizieller „Resident DJ“ in den Clubs Heroes (Köln, Deutschland) und Barracuda (Posen, Polen).

## Image und Vermarktung
Fischer wurde als genuin europäischer Pornodarsteller in der Porno-Branche geführt; seine Herkunft als Deutscher („German-born gay porn actor“; „German Jan Fischer“; „Another German!“) wurde dabei mehrfach in den Mittelpunkt gestellt. Von seinen körperlichen Attributen wurden insbesondere seine „klaren blauen Augen“ („clear blue eyes“) und seine blonden Haare hervorgehoben. Fischer wurde jedoch in seiner Gesamtwirkung als Typus des jungenhaften Darstellers vermarktet. Er wurde als „Superstar“ bezeichnet und in einschlägigen Publikationen und Online-Medien unter anderem wie folgt beschrieben: „Superstar Jan Fischer is one of the hottest and sexiest European Models to ever grace Chi Chi LaRue's cameras“.
Fischer wirkte in Solo-Szenen sowie in aktiven als auch passiven Oralsex-Szenen mit. In Analsex-Szenen übernahm er sowohl die „aktive“ Rolle (Top) als auch die „passive“ Rolle (Bottom). Zahlreiche seiner Filmauftritte enthielten auch Kussszenen. Fischer trat in unterschiedlichen Porno-Genres auf, unter anderem Fetisch, Extreme Sex und College (Frat) Guys. Im Genre Fetisch war er insbesondere auf Suits, also Männer in Anzügen und eleganten Outfits, spezialisiert. Barebacking-Szenen lehnte er ab. 
Von der Produktionsfirma Channel 1 (Rascal Videos) wurde Fischer intensiv vermarktet. Er war das „Gesicht“ der Marke Rascal Videos. Mehrfach wurde er bei DVD-Veröffentlichungen als Cover-Model präsentiert. Insgesamt sechs Mal war er Cover-Model für Rascal Video, unter anderem bei den Filmen A Night at Bruno’s (2004), Lookin’ for Trouble (2004) Master of the House (2005), No Cover (2006), Jan Fischer’s Looking In  (2006) und Jan Fischer: Superstar (2006).
Es erschienen insgesamt zwei DVDs mit Best-of-Szenen Jan Fischers. Die DVD-Kompilation Jan Fischer: Superstar enthält unter anderem aus den Szenen Master of the House, Wicked, Lookin’ for Trouble, Starting Young 2 und In His Dreams. Bis 2012 wurden weitere Filmszenen mit Fischer veröffentlicht; dabei handelte es sich um teilweise bisher unveröffentlichtes Material und Kompilationen. 
Im Frühjahr 2005 ging er auf eine längere Promotion-Tour durch Deutschland, Österreich und die Schweiz, in der er Interviews und Autogrammstunden gab, und seine Filme vorstellte.
Im Bruno Gmünder Verlag erschien 2008 ein exklusiver Bildband des Porno-Labels MenAtPlay, in dem Fischer als MenAtPlay-Model in erotischen Fotos präsentiert wurde. Es handelte sich dabei eine um speziell für den Fotomarkt produzierte, achtseitige Softcore-Fotostrecke; Fischer wurde dabei im schwarzen Smoking, halbnackt und mit teilweise erigiertem Penis abgelichtet.

## Preise und Nominierungen
- 2006: GayVN Awards: Nominierung für Best Threesome mit Rafael Carreras und Simon Angel in Master of the House (Rascal Video)[11]
- 2007: Grabby Awards: Gewinn für Three-Way Sex Scene mit Luca DiCorso und Jeremy Hall in No Cover (Rascal Video/Channel 1)[23][24]
- 2007: GayVN Awards: Nominierung für Best Threesome in No Cover

## Filmografie (Auswahl)
- 2004: A Night at Bruno’s (Channel 1/Rascal Video)
- 2004: Never Been Touched (Channel 1/Rascal Video)
- 2004: Bolt (Channel 1/Rascal Video)
- 2004: Looking For Trouble (Channel 1/Rascal Video)
- 2004: Scorched (Channel 1/Rascal Video)
- 2005: Köllide (Rascal Video)
- 2005: Wicked (Channel 1/Rascal Video)
- 2005: 2nd Inning (Little Big League II) (Channel 1/Rascal Video)
- 2005: Deceived (Channel 1/Rascal Video)
- 2005: Wrong Side of the Tracks (Part 1) (Channel 1/Rascal Video)
- 2005: Master of the House (Channel 1/Rascal Video)
- 2006: Jan Fischer Superstar (Channel 1/Rascal Video)
- 2006: Jan Fischer’s Looking In (Channel 1/Rascal Video)
- 2006: No Cover (Channel 1/Rascal Video)
- 2006: Starting Young 2 (Channel 1/Rascal Video)
- 2006: Delinquents (All Worlds Video)
- 2007: In His Dreams (Channel 1/Rascal Video)
- 2007: Brotherhood (Colt Studios)